# 岸良兼養

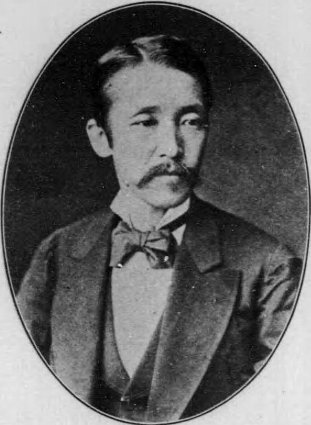
岸良兼養

岸良 兼養（きしら かねやす、天保8年8月（1837年）- 明治16年（1883年）11月15日）は、幕末の薩摩藩士、明治時代の司法官。元老院議官、大審院長。通称・七之丞。

## 経歴
薩摩藩士・岸良兼善の長男として生まれる。島津久光の小姓として、久光、島津忠義父子と精忠組との連絡役を務めた。
明治政府に出仕し、慶応4年閏4月23日（1868年6月13日）議政官史官試補に就任。以後、監察司知事、弾正大巡察、刑部少丞などを歴任。明治4年7月9日（1871年8月24日）刑部省が弾正台と合併して司法省となり、同年8月8日（9月22日）司法少判事に任官。明治5年（1872年）司法制度調査のため渡欧し、1873年（明治6年）9月7日に帰国した。同年12月28日、司法大検事に就任。
佐賀の乱、西南戦争後の裁判において検察の指揮を行う。1877年（明治10年）6月28日、初代検事長（現在の検事総長に相当）に就任。1879年（明治12年）10月25日、大審院長に転じた。
1881年（明治14年）7月27日、司法少輔に就任。1883年（明治16年）6月5日、元老院議官を兼任。同年7月4日、司法少輔を辞任し元老院議官の専任となる。病のため在任中に死去した。墓所は青山霊園(1イ1-8)。

## 親族
- 弟 岸良俊介（福岡県令）[3]